# 脱水反応
脱水反応（だっすいはんのう、英: Dehydration reaction）とは、分子内あるいは分子間から水分子が脱離することで進行する化学反応である。

## 分子間脱水
水は非常に安定な物質のひとつであり、加熱や脱水剤との反応によって容易に脱離する。例えば、カルボン酸 RCOOH とアルコール R'OH を酸などの触媒の存在下で混合して加熱すると、分子間で水分子 H2O が生成し、残った部分が結合してエステル RCOOR' が生じる（フィッシャーエステル合成反応）。このような脱水反応は分子間脱水とよばれる。本例は付加脱離反応に分類される反応であるが、付加脱離反応には形式的に脱水反応であるものが非常に多い。

## 分子内脱水
アルコールなどヒドロキシ基を持つ化合物、例えばエタノール CH3CH2OH に脱水剤として濃硫酸を加え、160–170°Cに加熱すると、1分子の水が脱離して二重結合をもつエチレン CH2=CH2 を生じる。このような反応は分子内脱水と呼ばれる。
水分子を直接脱離させるためには上記のように苛烈な条件を必要とする。より温和に脱水反応を行うためには、ヒドロキシ基をよりよい脱離基に変換する手法が用いられる。例えば、アルコールにメタンスルホン酸クロリド（メシルクロリド）を作用させてスルホン酸エステルを作り、これに三級アミンなどの強塩基を反応させると、メタンスルホン酸が脱離してC=C二重結合が生成する。
{\displaystyle {\ce {{RCH2CH2-OH}+ MsCl ->\ {RCH2-OMs}+ HCl (Ms- = CH3SO2-)}}}
{\displaystyle {\ce {{RCH2CH2-OMs}+R'3N->\ {RCH=CH2}+R'3N\cdot MsOH}}}
また、アルコールに二硫化炭素とヨウ化メチルを作用させてキサントゲン酸エステルを作り、これを熱分解してアルケンに変換する方法は「シュガエフ脱離」として知られている。
{\displaystyle {\ce {{RCH2CH2-OH}+ {CS2}+ {CH3I}+ NaOH ->\ {RCH2CH2-O-C(=S)SCH3}+ {NaI}+ H2O}}}
{\displaystyle {\ce {RCH2CH2-O-C(=S)SCH3 ->\ {RCH=CH2}+ O=C(-SH)SCH3}}}